# Escudo de Paita
El escudo de Paita fue creado el 30 de marzo de 1973, en el marco de la celebración del 112.º Aniversario de la creación política de esta ciudad, su autor es el pintor paiteño Efraín Castillo Noblecilla, quien resultara ganador del concurso departamental para elegir el escudo provincial.
El concurso fue organizado y llevado a cabo por el Comité Cívico de Promoción y Desarrollo "POR UN PAITA MEJOR", con el respaldo y auspicio Municipal de aquel entonces. El mencionado escudo fue entregado al municipio local para su oficialización pero pese al tiempo que transcurrió no se logró la Resolución correspondiente.
En febrero de 1980 los miembros del comité cívico, mediante un memorial solicitaron la oficialización del escudo, lográndose la aceptación y resolución municipal correspondiente.

## SIGNIFICADO
- El escudo tiene en su parte superior, dos delfines que representan la alegría y la inteligencia natural, un timón de embarcación con un cielo y luna interior, el faro de Paita que sirve de punto de apoyo y orientación a los navegantes del cual salen dos cintas que representan la peruanidad, el marco marrón son los colores del santo patrón San Francisco de Asís.
- En la parte inferior se ven instrumentos de navegación como la carta marina(mapas), el sextante, el telescopio y el ancla.
- En el interior del escudo va el nombre de Paita y en la parte inferior la fecha de su creación.
- En el centro existe un sol grande, y en el centro de este sol hay una rosa náutica que divide a las áreas de Paita, al noroeste está la pesca de extracción para consumo humano y al noreste la exportación y el trabajo marítimo, al suroeste la caza de cetáceos y al sureste una bellota de algodón, símbolo de nuestra agricultura en el valle del Chira.

- Datos: Q5838188